# Stefano Simoncelli
Pour les articles homonymes, voir Simoncelli.
Stefano Simoncelli (né le 12 novembre 1946 à Grottaferrata et mort le 20 mars 2013 à Rome) est un fleurettiste italien.

## Biographie
Stefano Simoncelli est médaillé d'argent par équipe aux Jeux olympiques d'été de 1976 à Montréal, avec Fabio Dal Zotto, Attilio Calatroni, Giovanni Battista Coletti et Carlo Montano.